# Hakka himeshimensis
Hakka himeshimensis là một loài nhện trong họ Salticidae.
Loài này thuộc chi Hakka. Hakka himeshimensis được Dönitz & Embrik Strand miêu tả năm 1906.

## Hình ảnh

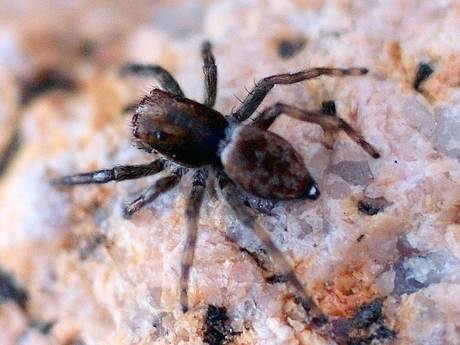
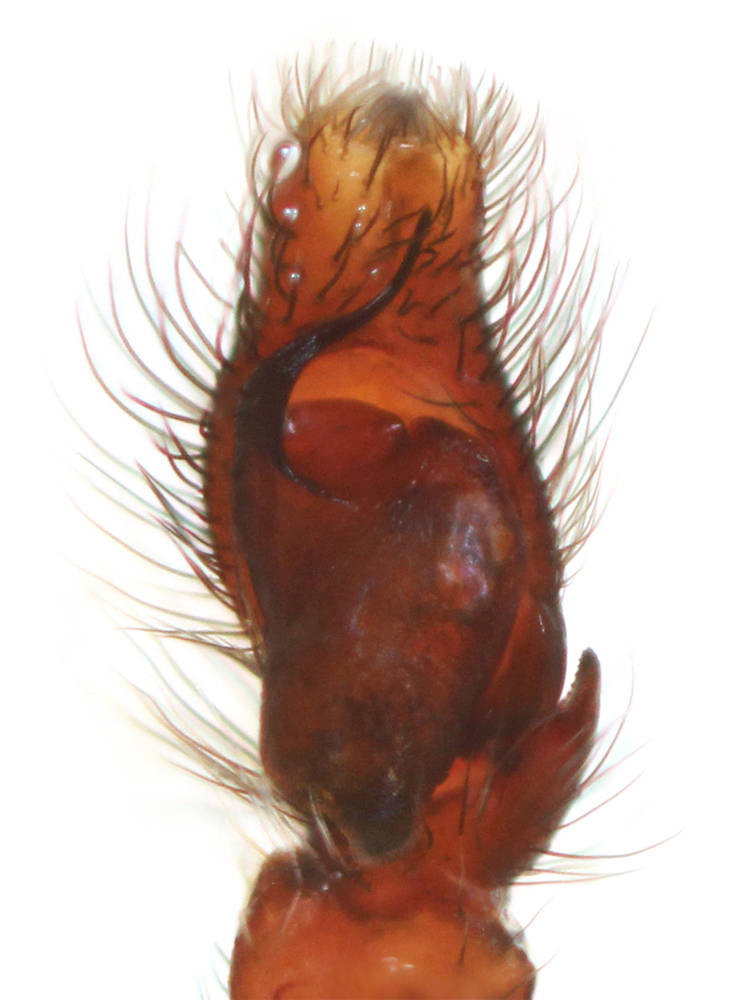
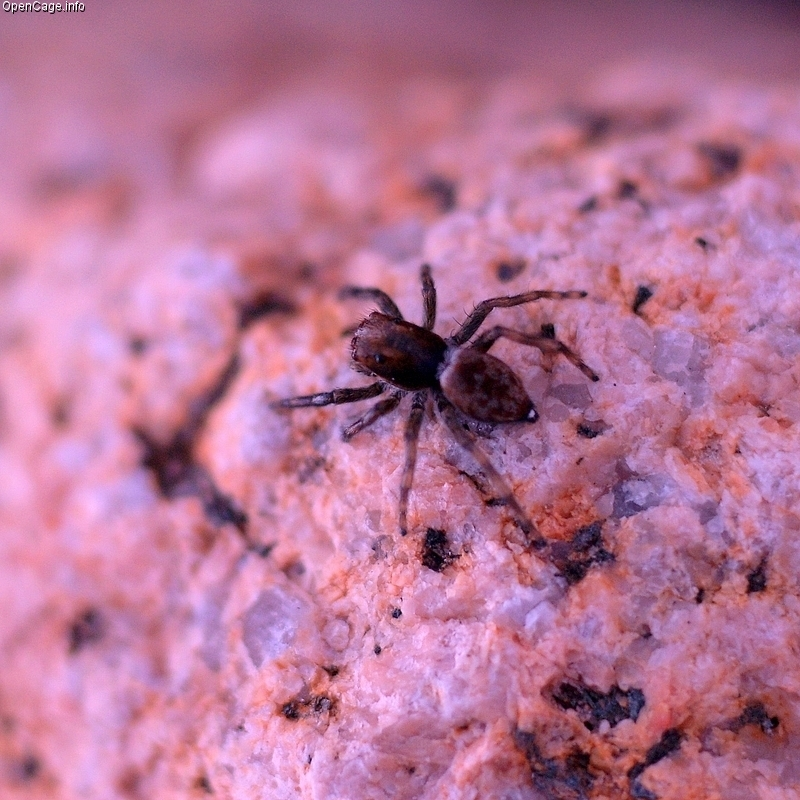
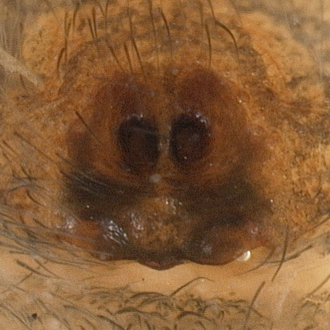